# Эвтресис
Эвтресис — населённый пункт и археологический памятник эпохи раннего бронзового века в Греции, расположенный на берегу реки Асопа в южной Беотии недалеко от Фив. Давшее начало одноименной археологической культуре раннеэлладского периода.

## Археология
Культуру Эвтресис относят к 3100/3000—2650 гг. до н. э. (раннеэлладский период). Впервые культуру описал как самостоятельное явление археолог Колин Ренфрю. Среди других памятников данной культуры известны Лифарес (Lithares, Беотия), Палеа-Коккиния (Palaia Kokkinia, Аттика), Перахора-Вулиагмени (Perachora-Vouliagmeni, Коринфия), Немея-Цунгиза (Nemea-Tsoungiza, Коринфия) и Талиоти (Talioti, Арголида).